# Courtil
Courtil is een dorp in de Belgische provincie Luxemburg, gemeente Gouvy. Vóór de samensmelting van de gemeenten van 1977, was Courtil onderdeel van de gemeente Bovigny. Courtil heeft 428 inwoners (2021).
In Courtil staat de Brouwerij Lupulus, een bierbrouwerij.

## Geschiedenis
In het gebied zijn terpen en graven uit de ijzertijd te vinden. Onder het Ancien régime maakte het dorp deel uit van het graafschap Salm-en-Ardennes. Van 1472 tot 1659 omvatten de tellingen 13 tot 23 huishoudens. Vóór 1604 werd in Courtil een aan Sint-Hubertus gewijde kapel opgericht. Op 1 oktober 1795 werd het land Salm bij Frankrijk gevoegd en werd het een kanton met Vielsalm als hoofdstad. Het dorp Courtil wordt dan geïntegreerd in de gemeente Bovigny.
Sinds de fusie van de gemeenten in 1977 maakt het deel uit van de gemeente Gouvy.

## Geografie
Het dorp is een van de hoogste binnen de gemeente. Het laagste punt van Courtil ligt op 438m, het hoogste op 567m.
De naburige dorpen zijn: Bovigny, Rogery, Beho, Gouvy, Halconreux, Steepigny, Cherain, Baclain en Langlire.

## Vervoer
Verschillende buslijnen passeren het dorp:
- Lijn 142 die Gouvy verbindt met Trois-Ponts.

- Lijn 89 die Bastogne verbindt met Vielsalm.

- Lijn 14/7 die Houffalize verbindt met Schmiede.

De spoorlijn Gouvy - Rivage passeert het dorp. Het dichtstbijzijnde station is Gouvy.
Deelgemeenten: Beho · Bovigny · Cherain · Limerlé · Montleban

Overige dorpen: Baclain · Brisy · Cherapont · Cierreux · Courtil · Deiffelt · Gouvy · Halconreux · Hallonru · Honvelez · Langlire · Lomré · Ourthe · Renglez · Rettigny · Rogery · Sterpigny · Steinbach · Vaux · Wathermal

Belgische gemeenten · Arrondissement Bastenaken · Luxemburg · Wallonië